# الفيالق الحرة

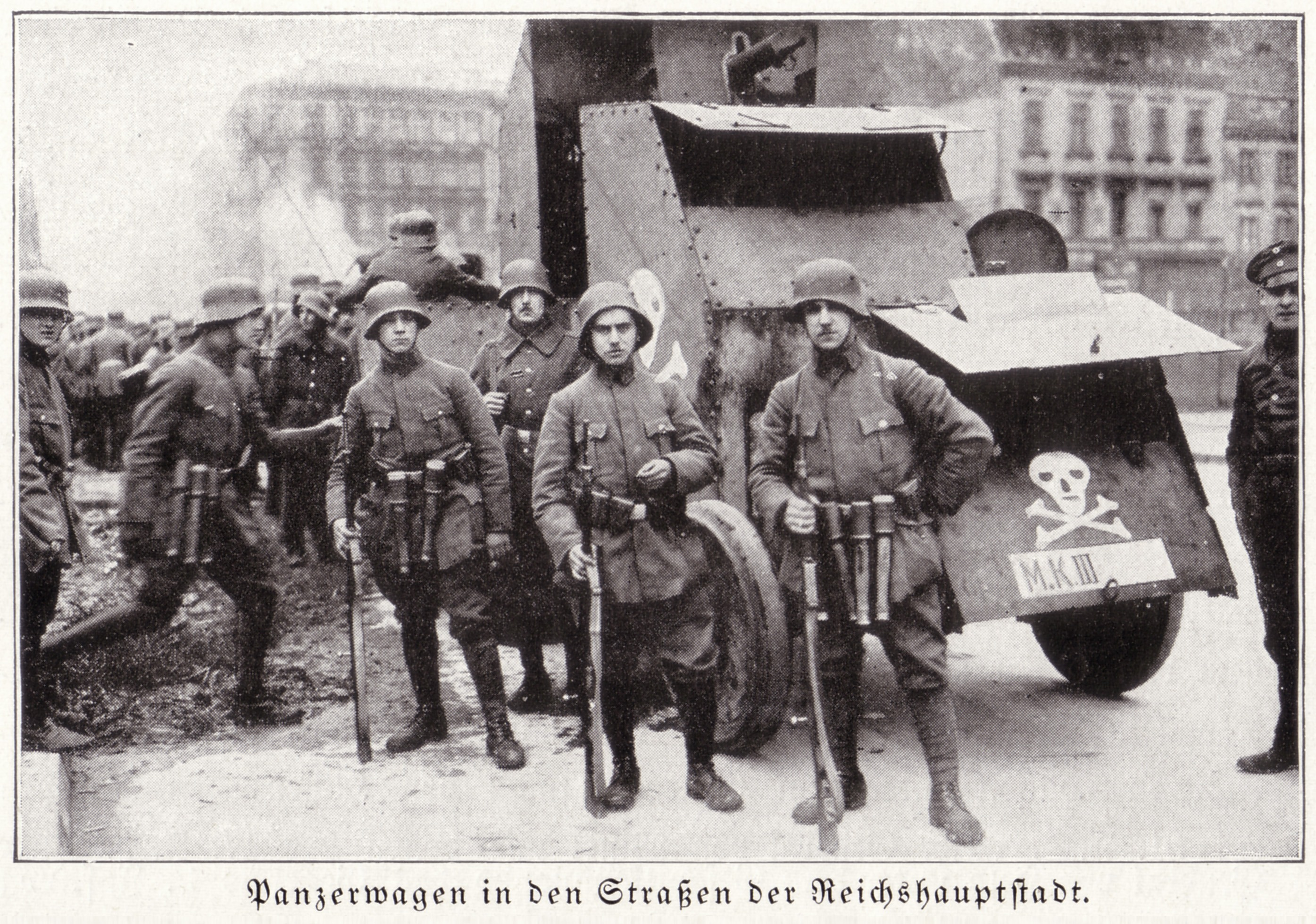
قوات فريكوربس المسلحة في جمهورية فايمار في عام 1919

 الفيالق الحرة كانت الوحدات التطوعية الألمانية التي كانت موجودة من القرن الثامن عشر إلى أوائل القرن العشرين، والتي كان أفرادها يقاتلون بفعالية كمرتزقة، بغض النظر عن جنسيتهم الخاصة. في البلدان الناطقة بالألمانية، تم تشكيل أول ما يسمى فريكوربس («الأفواج الحرة»، بالألمانية: Freie Regimenter) في القرن الثامن عشر من المتطوعين الأصليين، والمرتدين من العدو والفارسين، والمجرمين. وكانت هذه الوحدات المجهزة في بعض الأحيان تعمل كمشاة وسلاح فرسان (أو نادراً ما تكون مدفعية)، وأحياناً في قوة سرية، وأحياناً في تشكيلات تصل إلى عدة آلاف من القوي؛ كان هناك أيضا العديد من التشكيلات أو القيالق المختلطة. تضم الفرقة البروسية فون كلايست فريكوربس المشاة والصيادين (Jäger (infantry)) والدراغون (Dragoon) والهوصار (Hussar).